# 초콜리티
초콜리티(Chocolatey)는 윈도우 소프트웨어를 위한 머신 수준의 명령 줄 패키지 관리자이자 인스톨러이다. NuGet 패키징 인프라스트럭처와 윈도우 파워셸을 사용하여 소프트웨어의 다운로드와 설치 과정을 단순화시킨다.
2014년 4월, 마이크로소프트는 파워셸 5와 함께 원겟(OneGet, 나중에 'PackageManagement'로 이름이 변경됨)을 데뷔시켰다. 이는 자유-오픈 소스 패키지 제공자 관리자이며 파워셸에 다른 패키지 관리자를 연동하는 방법을 제공한다. 원겟은 초콜리티 저장소를 탐색하기 위해 미리 구성되었다.
이 소프트웨어의 이름은 NuGet이 누가에서 차용한 것처럼, 누구든지 초콜리티 누가(Chocolatey nougat)를 좋아하기 때문에 붙여진 이름이다.

## 같이 보기
- 윈도우 패키지 관리자